# Norwegisches Helsinki-Komitee
Das Norwegische Helsinki-Komitee (norwegisch Den norske Helsingforskomité; englisch Norwegian Helsinki Committee) ist eine Nichtregierungsorganisation, die sich für den Erhalt der Menschenrechte einsetzt.

## Geschichte
Das Komitee wurde 1977 in Oslo als eines der ersten Komitees gegründet, die die Ergebnisse der Schlussakte der Konferenz für Sicherheit und Zusammenarbeit in Europa in Helsinki umsetzen helfen wollten.
Es war seit 1978 Mitglied im Internationalen Helsinki-Verein und 1982 einer der Mitbegründer der Internationalen Helsinki-Föderation für Menschenrechte (bis 2007).
Es ist heute Mitglied der Internationalen Liga für Menschenrechte (Fédération internationale des ligues des droits de l’Homme).
Für die Organisation arbeiten 15 Mitarbeiter.
Im Jahr 2025 wurde das Komitee in Russland zu einer unerwünschten Organisation erklärt.

## Tätigkeiten
Das Komitee setzt sich für die Verbesserung grundlegender Menschen- und Bürgerrechte, besonders in den Nachfolgestaaten der UdSSR und Jugoslawiens, sowie in Albanien ein.
Es unterstützt Verbesserungen der Rechte von Minderheiten, der Pressefreiheit, der Stärkung demokratischer Institutionen, der Versammlungs- und Meinungsfreiheit und weiterer Rechte.
Das Komitee erstellt Berichte zur Situation in einzelnen Ländern.
Es beobachtet den korrekten Ablauf von Parlamentswahlen.
Das Norwegische Helsinki-Komitee unterstützt aktiv Menschenrechtsorganisationen in Ost- und Südosteuropa. Es setzt sich bei internationalen Organisationen und nationalen Regierungen für die Verbesserungen von Menschen- und Bürgerrechten ein.
Das Komitee arbeitet mit der Organisation für Sicherheit und Zusammenarbeit in Europa (OSZE), dem Europarat und Gremien der Vereinten Nationen zusammen. Es nimmt an Veranstaltungen des Menschenrechtsrates der UNO und der Generalversammlung der Vereinten Nationen teil.
Das Komitee vergibt den Andrei Sacharow-Freiheitspreis für Menschenrechtsaktivisten und -organisationen seit 1980.